# Kjósarhreppur
Kjósarhreppur és el municipi més septentrional de la regió del Gran Reykjavík, situada al sud-est d'Islàndia.
Té una extensió de 284,1 km², el que el converteix en el municipi més de més extensió del Gran Reykjavík, i una població de 301 habitants a primer de gener de 2025.